# Arne Furumark
Arne Furumark (1903 - 1982) fue un arqueólogo sueco que ayudó decisivamente a establecer la escala estándar de datación de la cerámica micénica.

## Biografía
Furumark fue profesor en la Universidad de Uppsala (1952–1970). Se especializó en el mundo egeo en la Edad del Bronce y es conocido especialmente por su libro Mycenaean Pottery (1941), que analiza la cerámica micénica. En el segundo volumen estableció una cronología relativa para tales piezas basada en la tipología de las formas y decoraciones, y una cronología absoluta fundada en las cerámicas de Egipto y Mesopotamia, que se emplea todavía hoy.
Dirigió las excavaciones del yacimiento chipriota de Sinda en 1947 y 1949. Dirigió el Instituto sueco de Atenas desde  1956 hasta 1957.

## Obra
- The Settlement at Ialysos and Aegean History c. 1550-1400 B.C.  en: Opuscula Archaeologica 6, 1950, pp. 150-271.
- The Chronology of Mycenaean Pottery. Kungl. Vitterhets, historie och antikvitets akademien, Estocolmo 1941. Traducción inglesa en: Mycenaean Pottery. Band 1: Analysis and Classification. Acta Instituti Atheniensis Regni Sueciæ, Astrom 1972 y 1992.
- The Mycenaean Pottery, Analysis and Classification. Kungl. Vitterhets, historie och antikvitets akademien, Stockholm 1941. Traducción inglesa en: Mycenaean Pottery. Band 2: Chronology. Acta Instituti Atheniensis Regni Sueciæ, Astrom 1972 y 1992.
- con Charles M. Adelman: Swedish Excavations at Sinda, Cyprus: Excavations Conducted by Arne Furumark 1947-1948. Paul Åströms Förlag, Estocolmo 2003.